# Otto von Buengner
Otto Ernst von Buengner, manchmal auch fehlerhaft Otto von Büngner, (* 22. März 1858 in Riga; † 20. August 1905 in Sankt Blasien) war ein deutscher Chirurg und Professor an der Universität Marburg.

## Leben
Die Vahren stammen aus Riga. Buengner wurde 1876 durch die Verleihung des russ. Wladimir-Orden an seinen Vater Robert (von) Buengner (* 1815; † 1892) in den russischen Adelsstand als „von Buengner“ nobilitiert, war somit erblicher russ. Edelmann. Sein preußischer Adelsstand wurde am 19. September 1900 zu Cadinen bestätigt und ab 1. Oktober 1900 geführt. Seine Mutter war Anna Elise Eleonore Zwenger.
Nach dem Studium und der Promotion zum Dr. med. an der Kaiserlichen Universität Dorpat (1885) und dem deutschen Staatsexamen an der Universität Marburg (1886) war er von 1887 bis 1889 Assistent an der chirurgischen Universitäts-Klinik in Halle. Er habilitierte sich 1890 für Chirurgie an der Universität Marburg, veröffentlichte zeitgleich erste Untersuchungen, und wurde 1894 außerordentlicher Professor an der Universität Marburg. 1895 wurde er Direktor des Ständischen Landkrankenhauses in Hanau.
Buengner war seit 1894 mit der Tochter Gertrud (* 1873 in Marburg) des Juristen und Professors für Rechtswissenschaft an der Universität Marburg, Ludwig Enneccerus verheiratet. Das Ehepaar Buengner hatte drei Töchter, Gertrud (* 1895), sie heiratete den Prof. Walther Merk; Irmgard (* 1898) und Mia (* 1900), die selbst praktische Medizinerin wurde. Der Theologe Otto Merk ist sein Enkel. Gertrud von Buengner lebte 1938 als Witwe in Marburg.
Sein ältester Bruder Johann (* 1851; † 1913) war Jurist, wurde in Berlin 1899 in den preußischen Adel aufgenommen und später als Bankier tätig. Buengners zweiter Bruder Robert (* 1852; † 1924) wurde ebenso Jurist und Bankier. Der nächstältere Bruder Adolf von Buengner (* 1855; † 1917) war Dr. phil. und wurde als mecklenburgischer Gutsbesitzer bereits 1899 in Berlin in den preußischen Adelsstand erhoben. Bei dessen Nachfahren wurde die Adelsführung nicht beanstandet, sie betreuten dann mit Puchow und Gevezin weiter zwei größere Landgüter in Mecklenburg. An sie erinnert in Puchow eine Erbbegräbnisstätte. Die nächstjüngeren Generationen leben in Deutschland.

## Schriften (Auswahl)
- Die Schußverletzungen der Arteria subclavia infraclavicularis und der Arteria axillaris. Diss. Dorpat 1885.[14][15]
- Ueber die Degenerations-und Regenerationsvorgänge am Nerven nach Verletzungen. 1893. Digitalisat
- Ueber die Einheilung von Fremdkörpern unter der Einwirkung chemischer und mikro-parasitärer Schädlichkeiten. Ein Beitrag zur Entzündungslehre. 1895. Digitalisat